# The Mark of Zorro (1920)
The Mark of Zorro (La marca del Zorro) es una película muda estadounidense de 1920 protagonizada por Douglas Fairbanks y Noah Beery. Se basa en la novela de Johnston McCulley La maldición de Capistrano, en la que presentó por primera vez al héroe enmascarado, Zorro. Esta película de aventura del género de capa y espada—y que habría de definir el género—constituyó la primera versión cinematográfica de La marca del Zorro. El guion fue adaptado por Fairbanks (con el seudónimo de «Elton Thomas») y Eugene Miller.
La película fue producida por Fairbanks para su propia compañía de producción, Douglas Fairbanks Pictures Corporation, y fue la primera película estrenada a través de United Artists, la compañía formada por Fairbanks, Mary Pickford, Charles Chaplin y D. W. Griffith.
En esta película Noah Beery Jr. hizo su primera de numerosas apariciones en pantalla, interpretando a un niño pequeño. Como resultado, su padre comenzó a promocionarse esporádicamente como Noah Beery Sr.
La película ha tenido dos versiones posteriores, una en 1940 (protagonizada por Tyrone Power) y otra en 1974 (protagonizada por Frank Langella). En 2015, la Biblioteca del Congreso de los Estados Unidos seleccionó la película para su preservación en el Registro Nacional de Cine, al considerarla «cultural, histórica o estéticamente significativa».

## Producción
La película fue producida por Douglas Fairbanks Pictures Corporation, compañía perteneciente al actor Douglas Fairbanks, y estrenada por United Artists. La película contó con las actuaciones de Douglas Fairbanks y Noah Beery. El guion fue de Fairbanks (como "Elton Thomas") y Eugene Miller.

## Trama
Trata de la historia de don Diego Vega, hijo de un rico hacendado californio llamado don Alejandro. Don Diego de la Vega, quien aparenta ser un petimetre, toma la identidad del Zorro para proteger a la gente contra el gobernador corrupto Alvarado, el villano capitán Juan Ramón y el tonto sargento Pedro Gonzales. Con su espada, el Zorro marca a los malvados con la letra «Z».
Cuando no está disfrazado, don Diego corteja a la hermosa Lolita Pulido, quien a su vez es pretendida por el capitán Ramón y por el Zorro. 
Al final, la familia de Lolita es encarcelada. Don Diego saca su espada, convence a los soldados a ponerse de su parte, obliga a Alvarado a abdicar y gana la mano de Lolita quien descubre que don Diego y el Zorro son la misma persona.

## Legado
Fue en esta película donde se introdujo la vestimenta característica del Zorro: traje negro, máscara negra, sombrero redondo y negro. En consecuencia, Johnston McCulley decidió adoptar en sus siguientes escritos sobre el Zorro el mismo traje para su personaje.
En 1925 se estrenó una secuela llamada Don Q, el hijo del Zorro, con Fairbanks en los papeles de don Diego y don César Vega, hijo de don Diego.

## Reparto

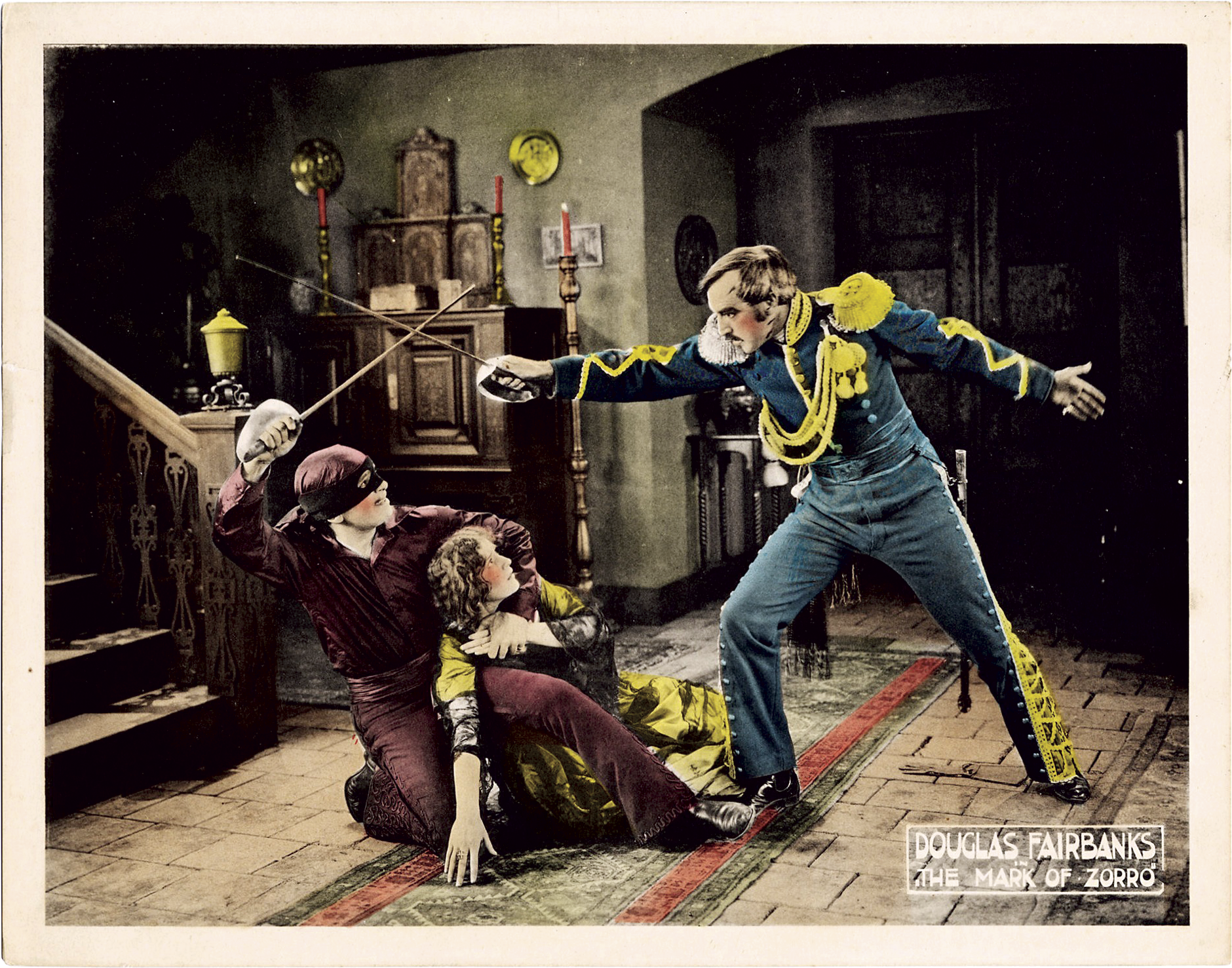
Fotograma de la película: Douglas Fairbanks, Marguerite De La Motte y Robert McKim.

- Douglas Fairbanks: Don Diego Vega/El Zorro.
- Marguerite De La Motte: Lolita Pulido.
- Noah Beery: el sargento Pedro Gonzales.
- Charles Hill Mailes: Don Carlos Pulido.
- Claire McDowell: Doña Catalina Pulido.
- Robert McKim: el capitán Juan Ramón.
- George Periolat: el gobernador Alvarado.
- Walt Whitman: el padre Felipe.
- Sidney De Gray: Don Alejandro Vega.
- Tote Du Crow: Bernardo, el asistente mudo de Don Diego.
- Noah Beery, Jr.
- Charles Stevens
- Milton Berle